# Coryphaeschna ingens
Coryphaeschna ingens е вид водно конче от семейство Aeshnidae. Видът не е застрашен от изчезване.

## Разпространение
Разпространен е в Бахамски острови, Куба и САЩ (Алабама, Арканзас, Вирджиния, Джорджия, Луизиана, Мисисипи, Северна Каролина, Тексас, Флорида и Южна Каролина).

## Описание
Популацията на вида е стабилна.